# Chris Jacobs
Christopher Charles „Chris” Jacobs (ur. 25 września 1964), amerykański pływak. Trzykrotny medalista olimpijski z Seulu.
Specjalizował się w stylu dowolnym. Zawody w 1988 były jego jedynymi igrzyskami olimpijskimi. Był członkiem dwóch zwycięskich sztafet amerykańskich, indywidualnie był drugi na 100 metrów kraulem. W sztafecie zwyciężał również w mistrzostwach Pacyfiku (1987).